# Hygrohypnella
Hygrohypnella là một chi rêu trong họ Scorpidiaceae.